# Mike Frisby
Michael Tyler Frisby (Scottsdale, Arizona, 12 de agosto de 1987), Mike es conocido por ser guitarrista rítmico de la banda de post-hardcore Blessthefall, desde el 2004 al 2011, dejándola por motivos estudiantiles.

## Biografía
Mike nació en Scottsdale, Arizona, el 12 de agosto de 1987. Junto al baterista Matt Traynor y el vocalista Jared Warth (más tarde bajista), crearon Blessthefall, en la secundaria, más tarde el vocalista Craig Mabbitt y el guitarrista Miles Bergsma, este último dejó la banda un año después para cursas la universidad, siendo reemplazado por Eric Lambert.
Junto a Blessthefall, Mike grabó 2 álbumes de estudio, His Last Walk, Witness y Awakening(estos últimos con el vocalista Beau Bokan), lanzados en el 2007, 2009,y 2011 respectivamente. También participa en los primeros demos/EPs Black Rose Dying (2005) y Blessthefall (2006).
Frisby dejó la banda el 15 de enero de 2011, la banda aclaró que su partida era por motivos personales y no por diferencias musicales ni por odio a ninguno de sus compañeros de la banda. Frisby dejó la banda aparentemente por estudios, aunque existe la hipótesis de que trabajaría en un sello discográfico.
Elliott Gruenberg entró en reemplazo temporal de Mike, en unos pocos meses se convirtió en guitarrista oficial.

## Vida personal
Mike tiene un noviazgo con una modelo, llamada Christina, presentada por su amigo Tony Aguilera (exbaterista de The Word Alive). Su influencia máxima es Quinn Allman de The Used, banda con la cual sueña tocar. También disfruta juegos como Guitar Hero y escuchar Eighteen Visions.

## Discografía
- His Last Walk (2007)
- Witness (2009)

- Datos: Q6016056